# Can Carranca (Canovelles)
Can Carranca és una obra de Canovelles (Vallès Oriental) inclosa a l'Inventari del Patrimoni Arquitectònic de Catalunya.

## Descripció
És un espai dividit en dues parts a diferent nivell. Una part, a nivell inferior amb un sòl de terra concebuda com a parc-jardí amb arbreda i bancs. L'altra part, superior, destinada a auditori amb grades fixes de formigó. Els dos nivells s'uneixen per una escala i una rampa a banda i banda. Estan dividits per un mur de pedra (palets de riera) de dues cares vistes que es conforma com a espai de serveis. El parc-jardí és creuat per un pont que enllaça amb l'altra banda del carrer, on hi ha una font i un petit espai al seu voltant.